# Muricea squarrosa
Muricea squarrosa is een zachte koraalsoort uit de familie Plexauridae. De koraalsoort komt uit het geslacht Muricea. Muricea squarrosa werd in 1869 voor het eerst wetenschappelijk beschreven door Verrill. 